# New Washington (Pensilvania)
New Washington es un borough ubicado en el condado de Clearfield en el estado estadounidense de Pensilvania. En el año 2000 tenía una población de 89 habitantes y una densidad poblacional de 16 personas por km².

## Geografía
New Washington se encuentra ubicado en las coordenadas 40°49′22″N 78°43′4″O / 40.82278, -78.71778.

## Demografía
Según la Oficina del Censo en 2000 los ingresos medios por hogar en la localidad eran de $22,500 y los ingresos medios por familia eran $26,250. Los hombres tenían unos ingresos medios de $26,563 frente a los $13,750 para las mujeres. La renta per cápita para la localidad era de $9,121. Alrededor del 3.2% de la población estaba por debajo del umbral de pobreza.